# Tunnel du Seelisberg
Le tunnel du Seelisberg (Seelisbergtunnel en allemand) est un tunnel autoroutier à deux galeries situé dans les cantons de Nidwald et d'Uri en Suisse. Il se trouve sur l'autoroute A2 sur l'axe menant au portail nord du tunnel du Saint-Gothard. Il fut mis en service le 12 décembre 1980. D'une longueur de 9 292 mètres, il est le deuxième tunnel routier le plus long de Suisse et le premier à deux tubes et quatre voies.